# Lud Gluskin
Ludwig Elias „Lud“ Gluskin (* 16. Dezember 1898 in New York City; † 13. Oktober 1989 in Palm Springs (Kalifornien)) war ein US-amerikanischer Jazzmusiker (Schlagzeuger, Bandleader), Filmkomponist und Musikdirektor.

## Leben und Wirken
Gluskin, der auch als Ludwig Grassnick bekannt war, besuchte von 1911 bis 1916 die DeWitt Clinton High School in New York.  Nach Beendigung seines Militärdienstes (ab 1917) und der Rückkehr in die USA wurde Lud Gluskin um 1922 Vollzeit-Musiker. Zu Beginn seiner Karriere war er Schlagzeuger im Orchester von Paul Whiteman, mit dem er 1924 auf Europatournee ging. In London spielte er kurzzeitig im Orchester von Bert Ambrose, bevor er sich in Frankreich niederließ. Er spielte im Orchester des belgischen Saxophonisten Paul Gason, mit dem er auch in Budapest und Wien spielte; er war mit dieser Formation 1924 an der Aufnahme der ersten Jazzstücke in Österreich beteiligt. 1927 leitete er die Playboys, eine aus Detroit stammende Jazzband, mit der er u. a. im Casino de Paris auftrat. The Playboys nahmen über 700 Stücke in Paris und Berlin auf und gingen häufig auf Tourneen durch Europa. In dem Orchester spielten u. a. Georg Haentzschel, Léo Arnaud, Arthur Briggs, Faustin Jeanjean, Emile Christian und Danny Polo.  Gluskin trat auch unter der Bandbezeichnung Lud Gluskin And His Versatile Juniors auf, mit der er 1928 in Paris aufnahm. Dann hielt er sich bis 1931 in Berlin auf, wo er Schallplatten für Homocord, Polydor und Ultraphon einspielte.
Als Jude hatte Gluskin in Zentraleuropa zunehmend Schwierigkeiten, Arbeitsmöglichkeiten zu finden und kehrte schließlich 1933 nach New York City zurück. Dort leitete er zunächst Tanzbands und arbeitete beim Radio. 1935 bekam er einen Posten bei CBS, zunächst als Leiter des Musikbereichs beim CBS-Radio 1937. So war er auch für die Musik von Orson Welles’ berühmte Radiosendung Krieg der Welten (1938) verantwortlich. 1940 wurde er für die Filmmusik zu Der Mann mit der eisernen Maske für einen Oscar nominiert; 1944 schrieb er die Musik zum Spielfilm Abroad with Two Yanks. 1948 bekam er den Posten eines musikalischen Direktors beim Fernsehsender der CBS. Anfang der 1950er war er für die Musik zur Alan Young Show und zur George Burns and Gracie Allen Show zuständig. Auch nahm er Schallplatten mit Buddy Clark auf.

## Diskographische Hinweise
- Black and White Jazz in Europa 1929

## Lexikalische Einträge
- Jürgen Wölfer: Jazz in Deutschland. Das Lexikon. Alle Musiker und Plattenfirmen von 1920 bis heute. Hannibal, Höfen 2008, ISBN 978-3-85445-274-4.